# 怂女星
慫女星（小行星序號：130 Elektra）是一顆在主小行星帶外側的大型小行星，和有三顆小行星衛星的四合星系統。它於1873年2月17日由天文學家克利斯蒂安·彼得斯在紐約利奇菲爾德天文臺發現，並以希臘神話中的復仇者厄勒克特拉命名。
怂女星的直径为215千米，质量为1.28×1019千克，公转周期为2017.954天。它有两颗卫星：一颗直径为4千米，轨道半径约为1170公里；一颗直径约为2千米，轨道半径约为前者的三分之一。2022發現第三顆衛星，成为有史以来第一个探测到的四联星系统。

## 描述

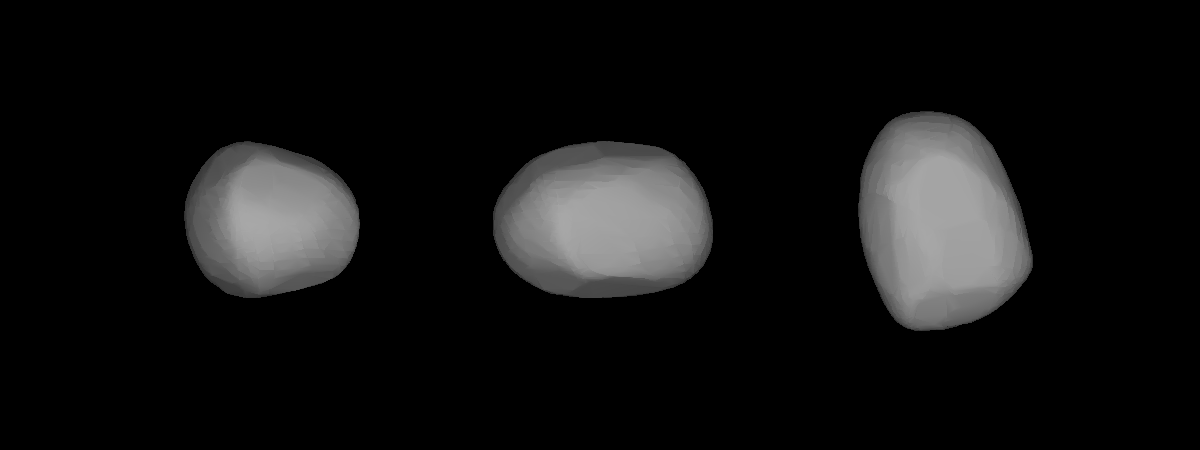
以光變曲線為基礎建立的慫女星3D模型。

慫女星具有G-型小行星的光譜，因此它可能有與穀神星相似的表面。在它的表面也已經檢測到有機化合物的光譜特徵，並顯示水蝕變的證據。
在1990年代後期，一個由全球天文學家組成的網路收集了光曲線數據，這些數據最終用於推導包括慫女星在內的10顆新小行星的自旋狀態和形狀模型。它的光度曲線形成一個雙正弦曲線，而形狀模型被拉長，導出的旋轉軸垂直於黃道的平面。
光學觀測發現了這顆小行星的三顆衛星。一旦知道了衛星的軌道，就可以可靠地確認慫女星的質量。這個值是6.6×1018公斤，表示密度是 1.3 ± 0.3 g/cm³。光學觀測也確定慫女星的形狀非常不規則，以及給出其表面上各處的反照率有5-15%的差異。

## 掩星

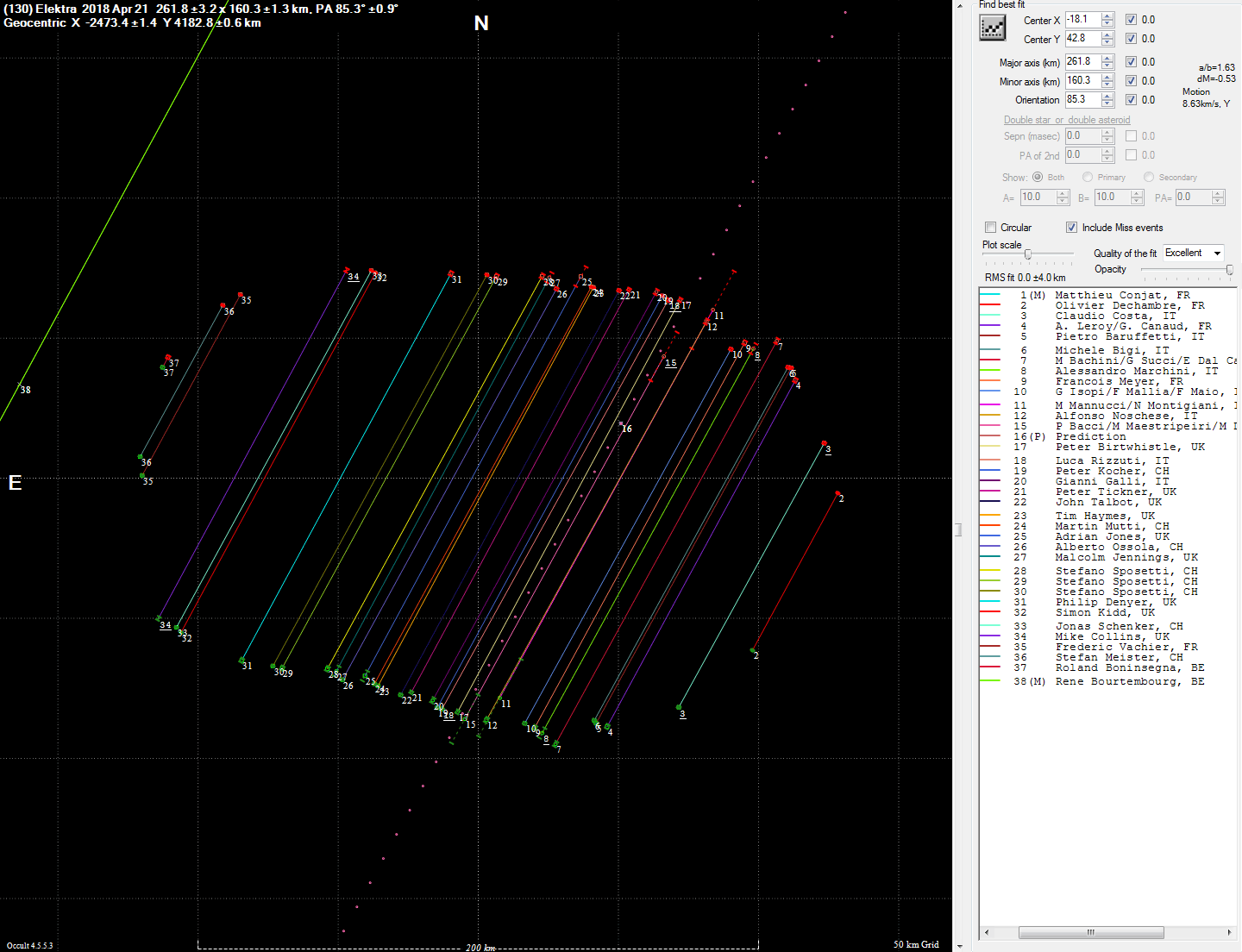
於2018年4月21日從歐洲多處地點觀察到的慫女星掩星，顯示它剖面的輪廓。

自2007年以來，已經觀測到慫女星在十幾顆恆星前經過，最引人注目的是2018年4月21日，當時分佈在歐洲五個國家的30多名公民天文學家記錄了一顆11等恆星的光度突然下降。和弦的天空平面圖揭示了一個花生形的天體，可能是太陽系歷史早期兩體合併的結果。觀測弦在天球平面的圖顯示了一個花生形狀的天體，顯示可能是兩個太陽系天體在早期合併的結果。

## 衛星
慫女星有三顆直徑只有幾公里的天然衛星在軌道上繞行，這些衛星都尚未命名的。與慫女星的主體一起，它們組成了一個四合星系統。鑒於它們的光譜相似，這些衛星被認為是由撞擊產生的破壞，產生的慫女星碎片。截至2021年11月，慫女星擁有所有主帶小行星中最多的衛星，並且是太陽系中唯一已知的四小行星系統。這三顆衛星都很微小，並且軌道與慫女星非常接近，這使得它們因為慫女星明亮的眩光遮蔽，而難以觀測到它們。需要具有調適光學系統和先進的數位圖像處理技術的最大望遠鏡來詳細研究衛星的性質。
| 名稱           | 發現       | 宣佈       | 直徑（km） | 半長軸（km） | 軌道週期（d） | 離心率        | 傾角（°）   | 升交點（°） | 近星點引數（°） | 平近點角（°） |
| -------------- | ---------- | ---------- | ---------- | ------------ | ------------- | ------------- | ----------- | ----------- | --------------- | ------------- |
| S/2014 (130) 2 | 2014-12-09 | 2021-11-06 | 1.6±0.4    | 344±5        | 0.679±0.001   | 0.33±0.05     | 129±24      | 127±18      | 23±11           | —             |
| S/2014 (130) 1 | 2014-12-06 | 2014-12-16 | 2.0±0.4    | 501±7        | 1.192±0.002   | 0.03±0.03     | 156±7       | 187±10      | 235±18          | —             |
| S/2003 (130) 1 | 2003-08-15 | 2003-08-17 | 6.0±0.6    | 1297.58±0.54 | 5.287±0.001   | 0.0835±0.0096 | 160.21±1.50 | 176.1±5.7   | 184.4±14.1      | 117.3±11.7    |

### S/2003 (130) 1

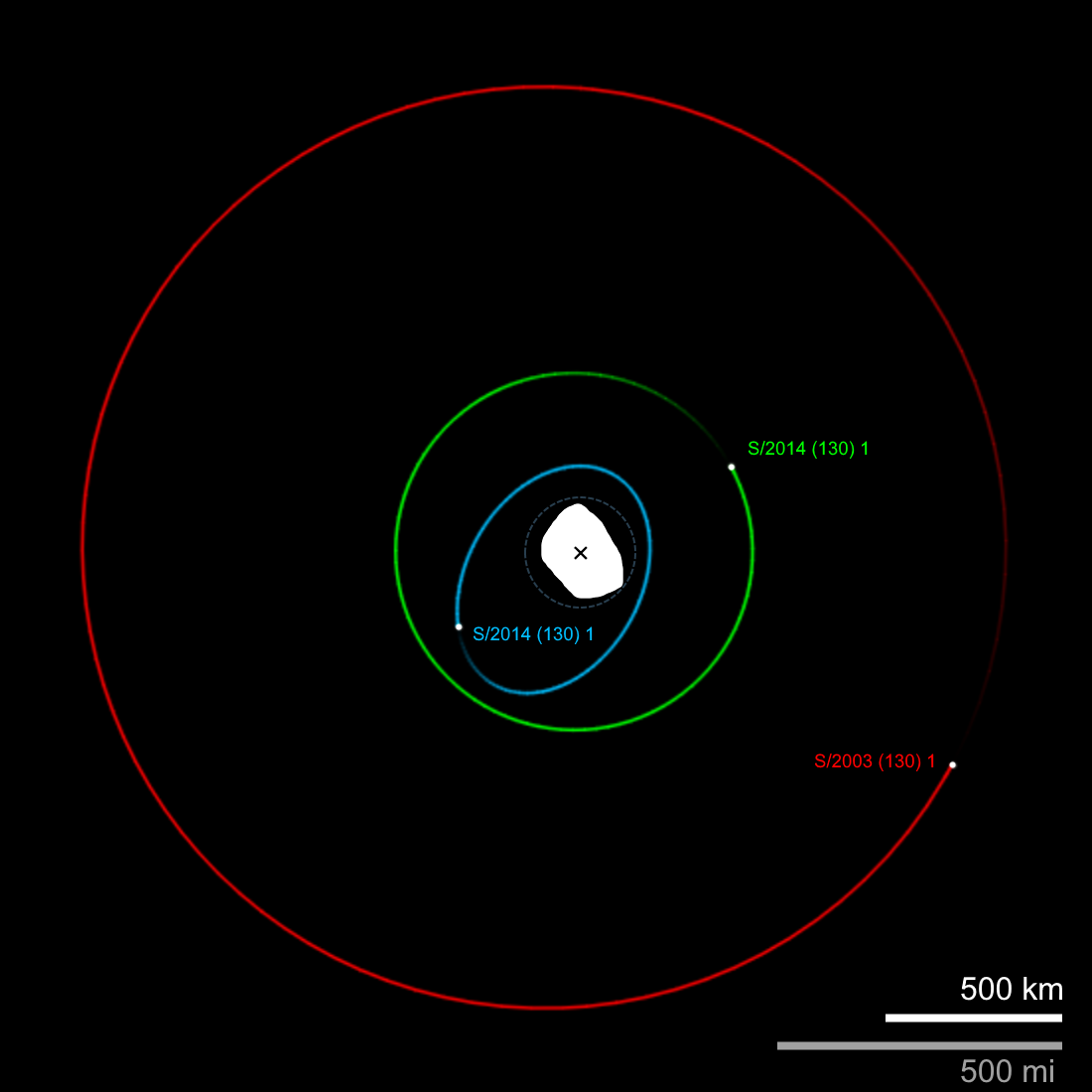
慫女星四重系統的軌道圖

S/2003 (130) 1是慫女星大和最外層的衛星，假設其照率與主星相同，則徑約為6 km（3.7 mi）。它是由梅林（W. J. Merline）領導的天文學家小組，使用夏威夷毛納基山天文台的凱克II望遠鏡在 2003年8月15日由發現的。發現的影像顯示，該衛星在近紅外K波段上的視星等與慫女星的差異為8.5等。該小組在2003年8月17日用凱克II望遠鏡重新觀測後，確認了該衛星的存在。這一發現在同一天宣佈，衛星被賦予臨時名稱S/2003(130) 1。
S/2003 (130) 1的軌道距離慫女星1,300 km（810 mi），週期為5.3天。它的軌道有適度的離心率，其值為0.08；相對於天球赤道的傾斜度為160°。對慫女星系統的初步模擬表明，S/2003 (130) 1的半長軸在20年內的振蕩小於1.4 km（0.87 mi）。2014年12月的近紅外觀測顯示，S/2003 (130) 1以及S/2014 (130) 1顯示出與慫女星相似的光譜，支持它們是破壞性碰撞碎片的假設。

### S/2014 (130) 1

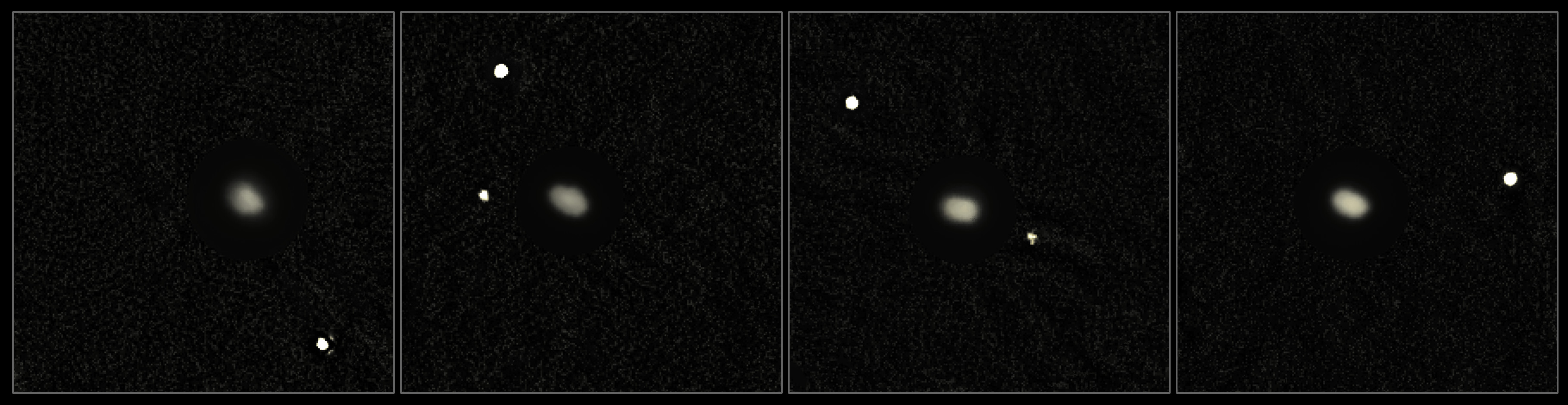
紅外VLT-SPHERE圖像的拼貼畫顯示了慫女星在2014年12月6日至31日分辨的形狀（亮度弱化）及其兩個衛星的位置。是較亮的天體，而 是第二幅和第三幅圖像中可見的較暗的內側天體。

S/2014 (130) 1是慫女星的第二顆衛星（按距離和發現順序排列）。它於2014年12月6日由B. Yang領導的天文學家團隊使用位於智利帕瑞納山 甚大望遠鏡的南十字望遠鏡（Melipal，UT3）上的調適光學系統VLT-SPHERE發現的。發現時的觀測顯示，這顆衛星的近紅外星等比慫女星暗了10星等，如果它具有與慫女星相同的反照率，則相當於直徑約為2 km（1.2 mi）。這一發現於2014年12月16日宣佈，但該衛星被錯誤地指定為S/2014 (130) 2，但隨後立即更正為S/2014 (130) 1。
S/2014 (130) 1的軌道距離慫女星500 km（310 mi），軌道週期1.2天。比外側的S/2003 (130) 1近2.5倍，速度快了4倍。它大致圓形的軌道相對於天體赤道傾斜156°。對慫女星系統的初步模擬表明，S/2014 (130) 1的半長軸振蕩在超過20年的時間仍小於100米（330英尺）。2014年12月的近紅外觀測顯示，S/2003 (130) 1以及S/2014 (130) 1顯示出與慫女星相似的光譜。

### S/2014 (130) 2
2021年11月6日，天文學家貝爾代烏（A. Berdeu）、蘭洛伊斯（M. Langlois）和瓦希爾（F. Vachier）報導了從VLT-SPHERE在2014年12月9日至31日之間拍攝的檔案圖像中發現了第三顆近距離衛星，使慫女星成為第一個被發現和成像的四重系統主帶小行星。這第三顆衛星的臨時名稱為S/2014 (130) 2，在拍攝影像當時，因為它的微弱和靠近慫女星而被明亮的眩光遮蔽，因此沒有被發現。由於這些原因，S/2014 (130) 2必須通過 圖像減法消除慫女星的明亮眩光來測量。這顆衛星的直徑約為1.6 km（0.99 mi），與慫女星的近紅外星等差異為10.5星等。這顆衛星已在2016年2月和2019年7月至8月的後期VLT圖像中得到確認。
S/2014 (130) 2的半長軸為344 km（214 mi），軌道週期為0.68日（16小時），是系統中最靠近慫女星的衛星。相較於另外兩顆衛星，S/2014 (130) 2的軌道非常古怪，它具有0.33的高離心率，相對於慫女星自轉軸的傾角約為38°（相對於天球赤道為129°）。這顆衛星與慫女星非常接近，這使得它的軌道受到攝動的影響。由於慫女星不規則的形狀引起引力場的不規則（參見地電勢模型），這或許能釋S/2014 (130) 2異常的軌道。

## 註解
1. ↑  相對於天球赤道

## 外部連結
- First observation of a quadruple asteroid - Detection of a third moon around (130) Elektra （页面存档备份，存于）, Anthony Berdeu, YouTube, 10 February 2022 (video presentation on the third satellite discovery)
- 130 Elektra and S/2003 (130) 1, orbit data website maintained by F. Marchis. Includes adaptive optics image of primary, and satellite orbit diagram.
- Data on (130) Elektra from Johnston's archive （页面存档备份，存于） (maintained by W. R. Johnston)
- Occultation Prediction Software (David Herald)
- 怂女星 at AstDyS-2, Asteroids—Dynamic Site
  - Ephemeris · Observation prediction · Orbital info · Proper elements · Observational info
- NASA JPL小天體瀏覽器上的怂女星